# ア・カペーラ

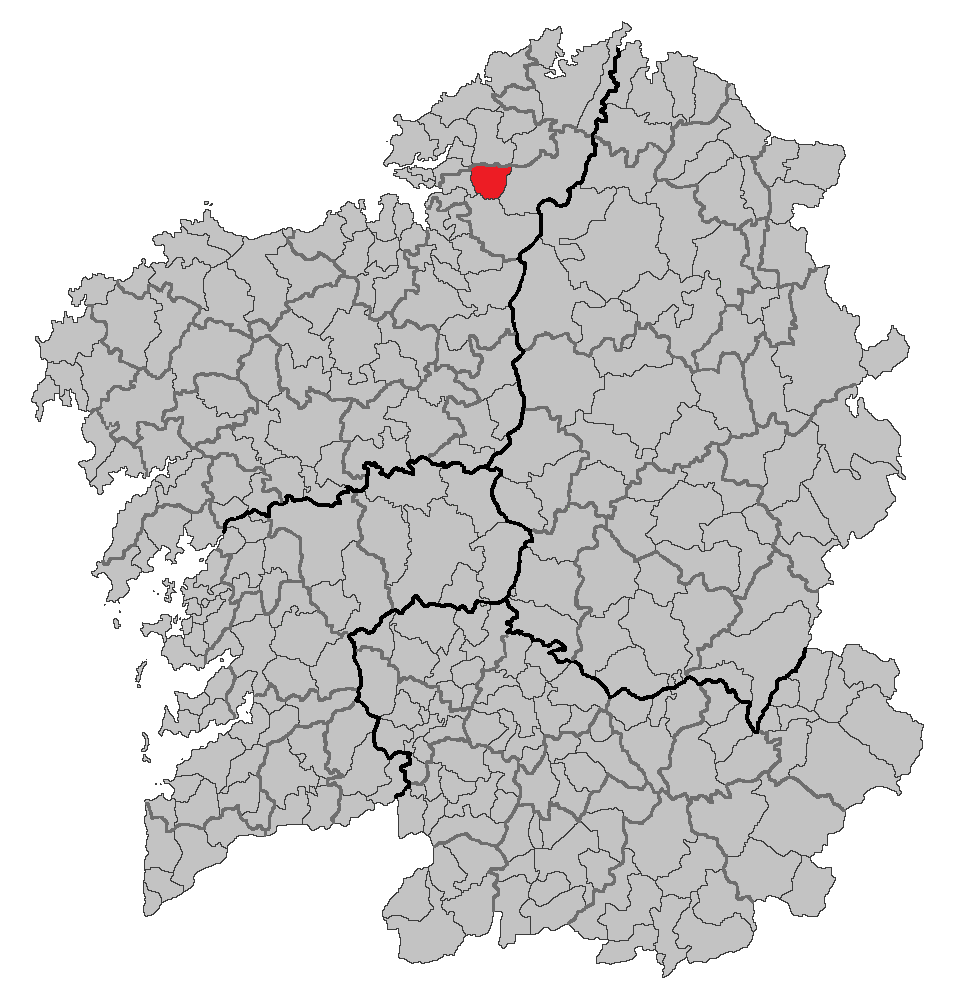

ア・カペーラ（A Capela）は、スペイン、ガリシア州、ア・コルーニャ県の自治体、コマルカ・ド・エウメに属する。ガリシア統計局によると、2012年の人口は1,376人（2011年：1,386人、2010年：1,399人、2007年：1,471人、2006年：1,487人、2005年：1,514人、2004年：1,526人、2003年：1,520人）である。住民呼称はcapelán/-lá。カスティーリャ語表記は定冠詞のないCapela。
ガリシア語話者の自治体人口に占める割合は98.05%（2001年）。

## 地理
ア・カペーラはア・コルーニャ県の北部に位置し、コマルカ・ド・エウメに属する。北はサン・サドゥルニーニョと、東はアス・ポンテス・デ・ガルシーア・ロドリゲスと、南はモンフェーロと、西はカバーナスとフェネの各自治体と隣接。自治体中心地区はア・カペーラ教区のアス・ネベス地区。
ア・カペーラはフェロル司法管轄区に属す。

### 人口
| ア・カペーラの人口推移 1900－2010                       |
|                                                         |
| 出典:INE（スペイン国立統計局）1900年 - 1991年、1996年 - |

## 歴史
中世から旧体制までの期間、自治体地域はサン・ショアン・デ・カーベイロ修道院の所領であった。
19世紀初頭にポンテデウメ司法管轄区に属する自治体カーベイロが創設された。1835年、9の教区によって構成される、自治体ア・カペーラが創設された。1836年9月自治体カバーナスがラ・コルーニャ県に対して、領内にカバラール教区を含めるよう請願。1842年、県は自治体数を減らすことを検討。ア・カペーラは16教区によって、構成されることになった。それらは現行教区のほかに、ビラベージャ教区（現アス・ポンテス・デ・ガルシーア・ロドリゲス）、シジョブレおよびマガロフェス教区（現フェネ）、レゴエーラ、サンタ・クルス・ド・サルトおよびソアセーラ教区（現カバーナス）などである。
1925年7月、自治体カバーナス内のサン・ボウロ・デ・カーベイロ教区がア・カペーラに転属。1982年7月州政府シュンタ・デ・ガリシアはベルムイ、エスピニャレード、サンペドロ・デ・エウメ、リバデウメ、ア・ファエイラ、ゴエンテおよびオ・フレイショの各教区を分離させ、自治体アス・ポンテス・デ・ガルシーア・ロドリゲスへと移管した。

## 政治
自治体首長はガリシア社会党（PSdeG-PSOE）のマヌエル・メイソーソ・ロペス（Manuel Meizoso López）、自治体評議員はガリシア社会党：4、ガリシア国民党（PPdeG）：2、AIAC：2、ガリシア民族主義ブロック（BNG）：1となっている（2011年5月22日の自治体選挙結果、得票順）。
| 1999年6月13日自治体選挙 |        |        |          |
| 政党                    | 得票数 | 得票率 | 獲得議席 |
| PSdeG-PSOE              | 601    | 52.08% | 5        |
| PPdeG                   | 375    | 32.50% | 3        |
| BNG                     | 169    | 14.64% | 1        |

| 2003年5月25日自治体選挙 |        |        |          |
| 政党                    | 得票数 | 得票率 | 獲得議席 |
| PSdeG-PSOE              | 537    | 49.58% | 5        |
| PPdeG                   | 326    | 30.10% | 3        |
| BNG                     | 201    | 18.56% | 1        |

| 2007年5月27日自治体選挙 |        |        |          |
| 政党                    | 得票数 | 得票率 | 獲得議席 |
| PSdeG-PSOE              | 416    | 39.92% | 4        |
| PPdeG                   | 267    | 25.62% | 2        |
| TEGA                    | 185    | 17.75% | 2        |
| BNG                     | 167    | 16.03% | 1        |

| 2011年5月22日自治体選挙 |        |        |          |
| 政党                    | 得票数 | 得票率 | 獲得議席 |
| PSdeG-PSOE              | 366    | 36.97% | 4        |
| PPdeG                   | 242    | 24.44% | 2        |
| AIAC                    | 229    | 23.13% | 2        |
| BNG                     | 144    | 14.55% | 1        |

## 史跡・名所
- サン・ショアン・デ・カーベイロ修道院（Mosteiro de San Xoán de Caaveiro） - カーベイロ教区にある中世の修道院。934年創設の修道院で、1800年に閉鎖された。現在修復工事中である。エウメ河畔に広がるエウメ自然公園内にある。
- エウメ自然公園（Fragas do Eume） - エウメ川河畔に広がる自然公園。面積は9,126haで、ア・カペーラ、カバーナス、モンフェーロ、ポンテデウメ、アス・ポンテス・デ・ガルシーア・ロドリゲスの5自治体にまたがっている。1997年7月30日に州政府により自然公園に設定された。

## 教区
ア・カペーラは3の教区に分けられている。太字は自治体中心地区のある教区。
- カーベイロ（サン・ボウロ）
- カバラール（サンタ・マリーア）
- ア・カペーラ（サンティアーゴ）